# Золотые монеты Великого княжества Финляндского
Золотые монеты Великого княжества Финляндского — золотые монеты номиналом 10 и 20 марок, чеканившиеся на Монетном дворе Великого Княжества Финляндского.

## История

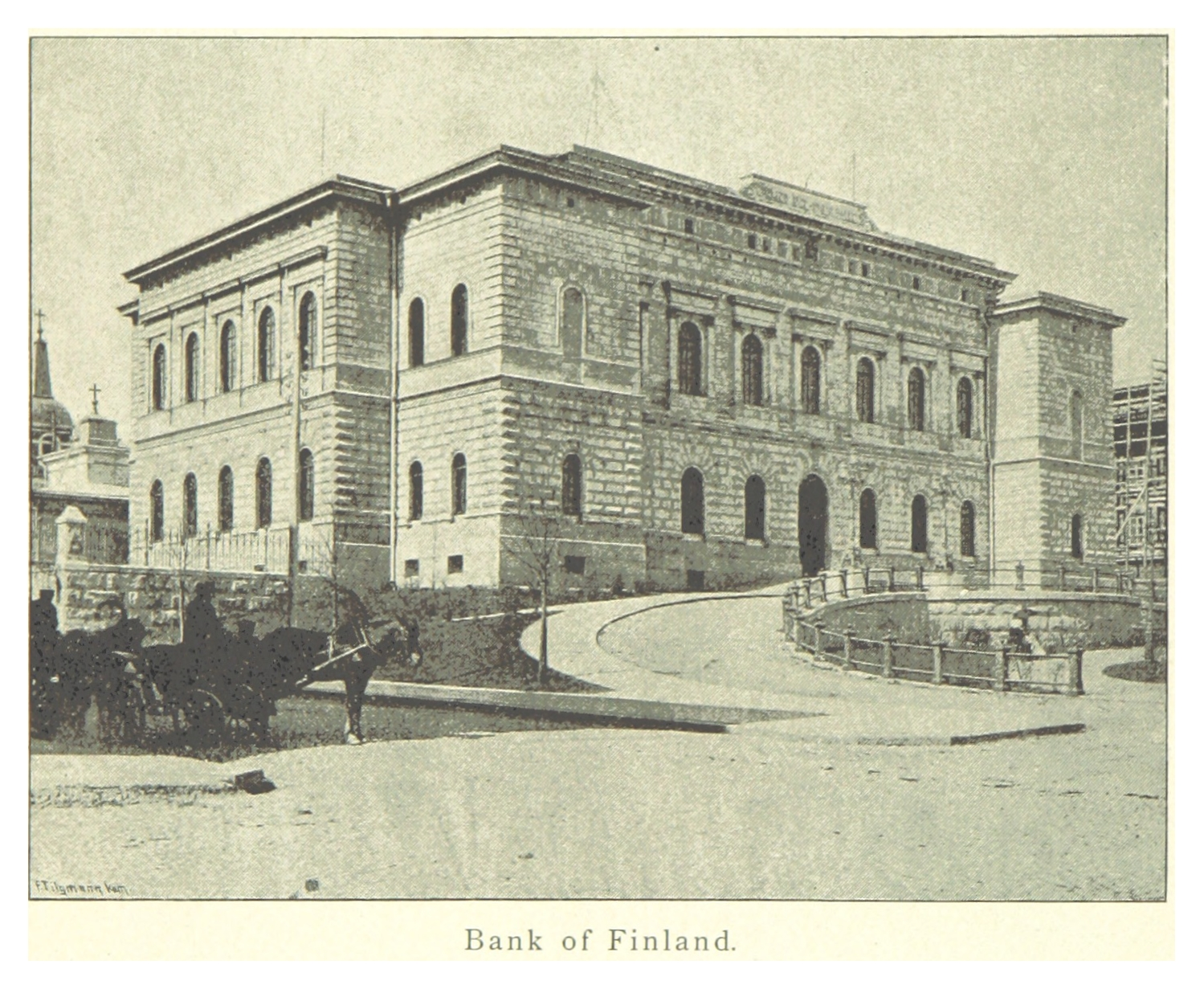
Банк Финляндии, 1894

В результате русско-шведской войны 1808—1809 годов территория Финляндии была присоединена к России. К тому времени в Финляндии обращались шведские деньги. С присоединением её территории к Российской Империи правительство оной озаботилось вопросом прекращения хода шведской монеты и введении в новой территории российской денежной системы. Высочайшим манифестом 17 декабря 1809 года российская серебряная монета призналась основной монетой Великого Княжества Финляндского. Однако до середины 1860-х годов в обращении были и шведские монеты.
В 1811 году императором Александром I был основан Банк Финляндии. Находился он в городе Турку и носил название Waihetus Laina Depositioni Contori. Однако через месяц, 12 апреля, столицей территории был объявлен провинциальный город Гельсингфорс (ныне Хельсинки). После застройки города в 1819 году туда перевели основные учреждения, включая Банк Финляндии. Руководителем банка в 1878 году — году выпуска золотой монеты был Густав Самуэль фон Троил (Gustaf Samuel von Troil, 1875—1884).
В 1839 году, после установления в Российской империи серебряного рубля как денежной единицы, на территории Финляндии все денежные расчеты также должны были проводить в пересчете на серебро.

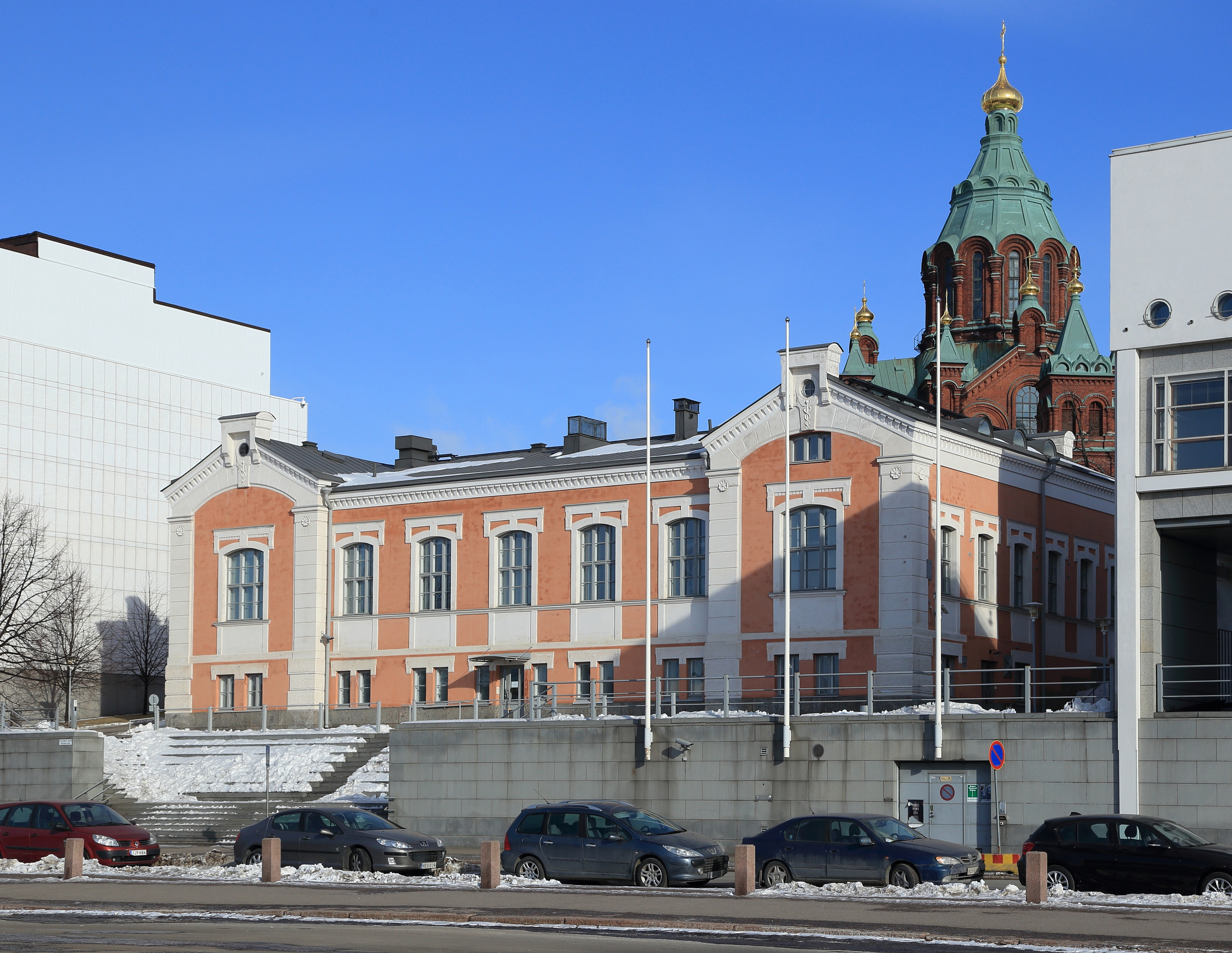
Гельсингфорсский монетный двор (1863—1917)

Высочайшим манифестом Императора Всероссийского, Царя Польского и Великого князя Финляндского Александра II от 23 марта 1860 года в Финляндии была введена особая монетная единица, марка (mark), соответствующая ¼ российского серебряного рубля и разделявшаяся на 100 меньших единиц — пенни (penni). Название для новой монетной единицы придумал лингвист, профессор финского языка и литературы, составитель карело-финского эпоса «Калевала» Элиас Лённрот.
Финляндский Сенат 8 ноября 1865 года издал от Высочайшего имени постановление, согласно которому металлическая монета признавалась единственно законной в Финляндии.

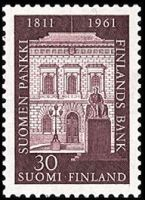
Марка с изображением Здания Банка Финляндии. Выпущена в честь 150-летия банка

В соответствии с манифестом 23 марта 1860 года об особой финляндской монете, Финляндское правительство озаботилось устройством на своей территории монетного двора. Директором двора 4 июля 1861 года был назначен Август-Фридрих Сольдан. Он также стал контролировать строительство двора в Гельсингфорсе и покупке для него чеканных машин..
8 ноября 1865 года вышло постановление «О металлической монете, как единственно законно действительной в Финляндии». В соответствии с ним с 13 ноября 1865 года финская серебряная и медная монета стали единственно законным средством платежа.

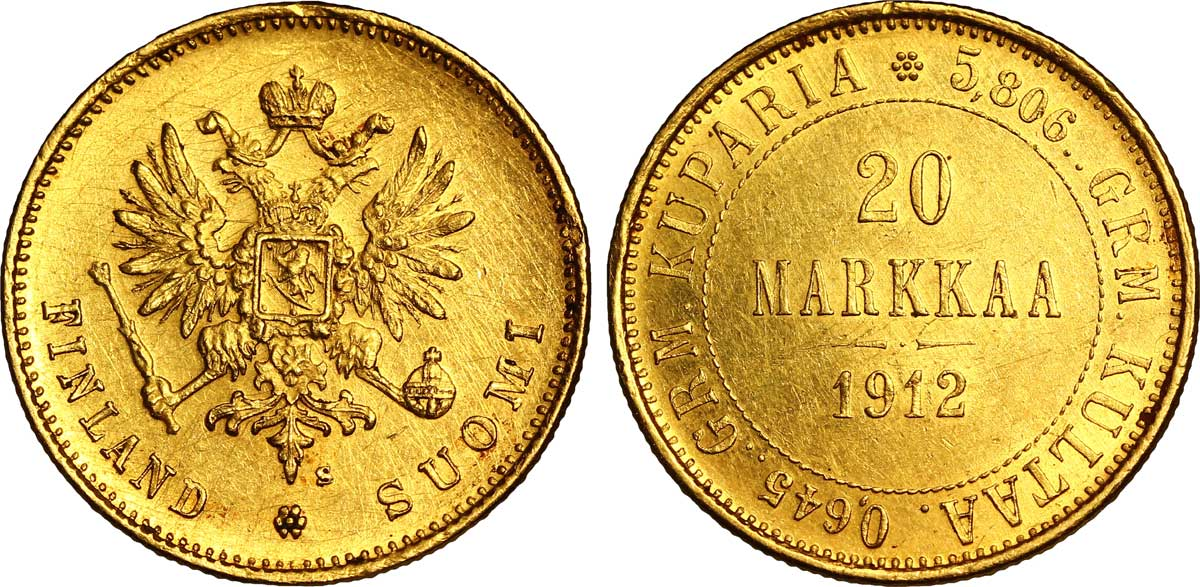
20 марок 1912 года. Буква S — отметка минцмейстера Исаака Сунделя (фин. SUNDELL, 1913—1917).

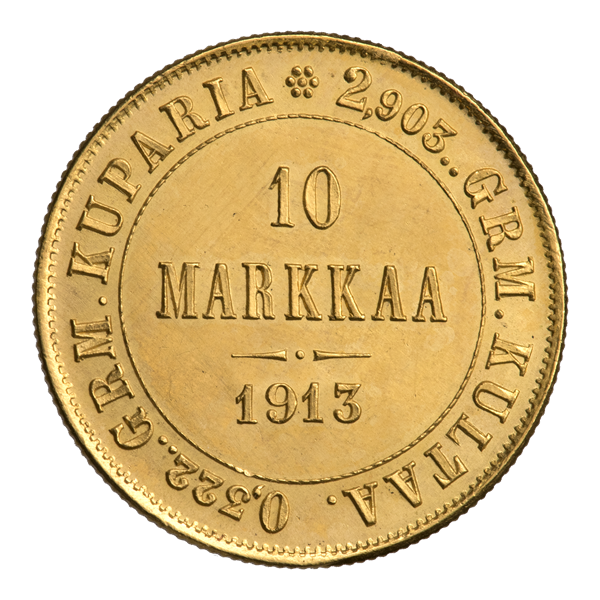
10 марок 1913 года.

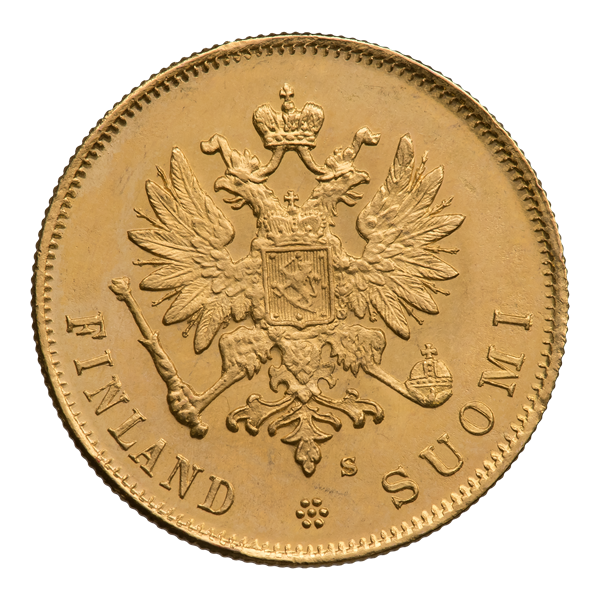
10 марок 1913 года. Буква S — отметка минцмейстера Исаака Сунделя (фин. SUNDELL, 1913—1917).

Вся серебряная и медная монета, выпущенная до 1877 года стала считаться разменной монетой и должна была обращаться по нарицательной цене. В 1877 году, согласно Документу № 23, были Высочайше были объявлены рисунки для золотой монеты. Для соответствия с законом 9 августа 1877 года пришлось менять устав монетного двора. Это было сделано 15 ноября 1878 года.
Первые золотые монеты в десять и двадцать марок появились в 1878 году. Они были отчеканены на Гельсингфорсском монетном дворе. Золото для чеканки монет принималось Монетным Двором как от частных лиц, так и от Финляндского Банка. За принятое золото Монетный двор рассчитывался отчеканенной монетой, с учетом расходов на произведенную чеканку.
При приемке золота определялась его проба в тысячных и пяти десятитысячных долях, с отбрасыванием дробной части последующей за этими долями. Хозяин золота должен был присутствовать при определении пробы.
Золотые монеты русской Финляндии чеканились также при императорах Александре III (Десять марок, 1882; Двадцать марок, 1891 и др.) и Николае II. До Октябрьской революции чеканка монет в 10 и 20 марок для Финляндии проводилась:
- Монеты 10 марок чеканили в 1878, 1879, 1881, 1882, 1904, 1905 и 1913 годах.
- Монеты 20 марок чеканили в 1878, 1879, 1880, 1891, 1903, 1904, 1910—1913 годах.

Поскольку с годами менялись минцмейстеры монетного двора, то в последующем менялся и знак минцмейстера на аверсах монет:
| Минцмейстер                                         | Годы на должности минцмейстера | Буква |
| --------------------------------------------------- | ------------------------------ | ----- |
| Август Фридрих Сольдан (фин. August Fredrik Soldan) | 1861-1885                      | S     |
| Конрад Лир (фин. Conrad Lihr)                       | 1885-1912                      | L     |
| Исаак Сундель (фин. Isak Gustaf Sundell)            | 1912-1947                      | S     |

С годами менялись также надписи года на монете и количество розеток на щите герба. После отречения императора Николая II в 1917 году от власти в Финляндии чеканились монеты, где орёл был без императорских корон, но скипетр и держава в лапах орла и корона над щитом с гербом Финляндии сохранялись.
4 декабря 1917 года Финский сенат подписал Декларацию независимости Финляндии. Финляндия вышла из состава России, однако монеты ставшие носить название «Русская Финляндия» были в обращении в течение всего 1918 года.

## Галерея чеканных станков

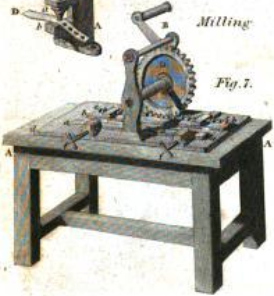
Станок для нанесения надписей на монетах
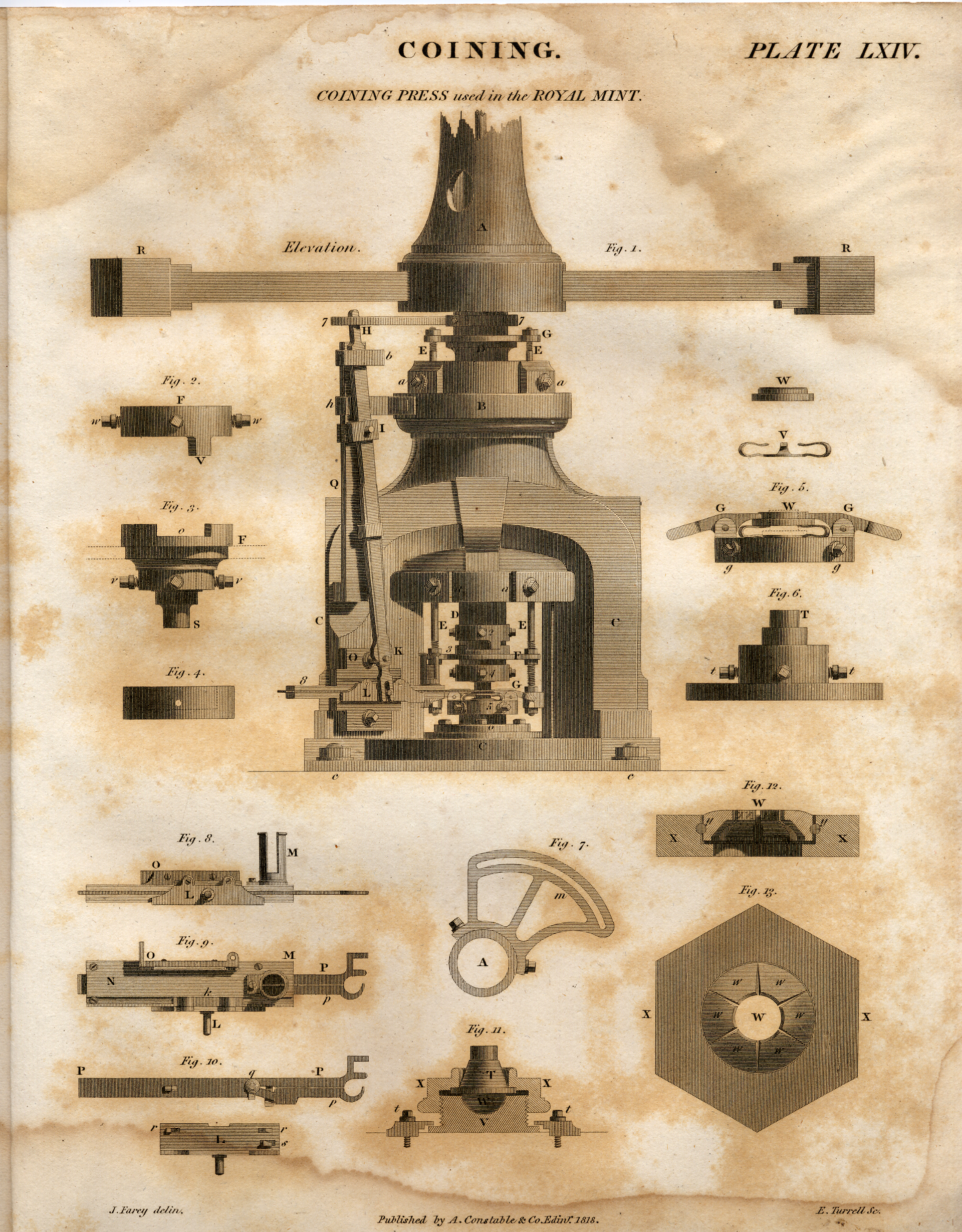
Клеймовый пресс
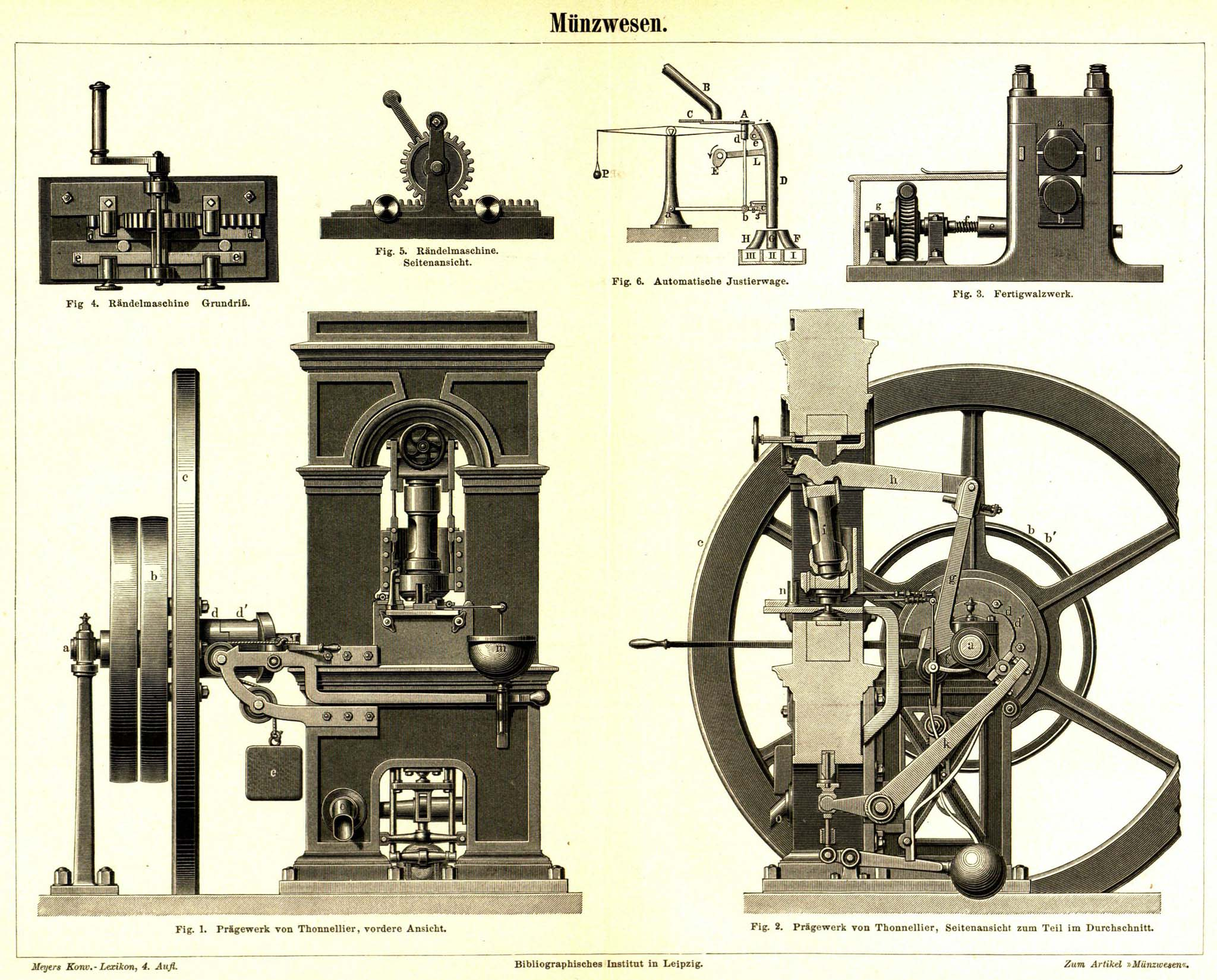
Станки для чеканки монет, 1885
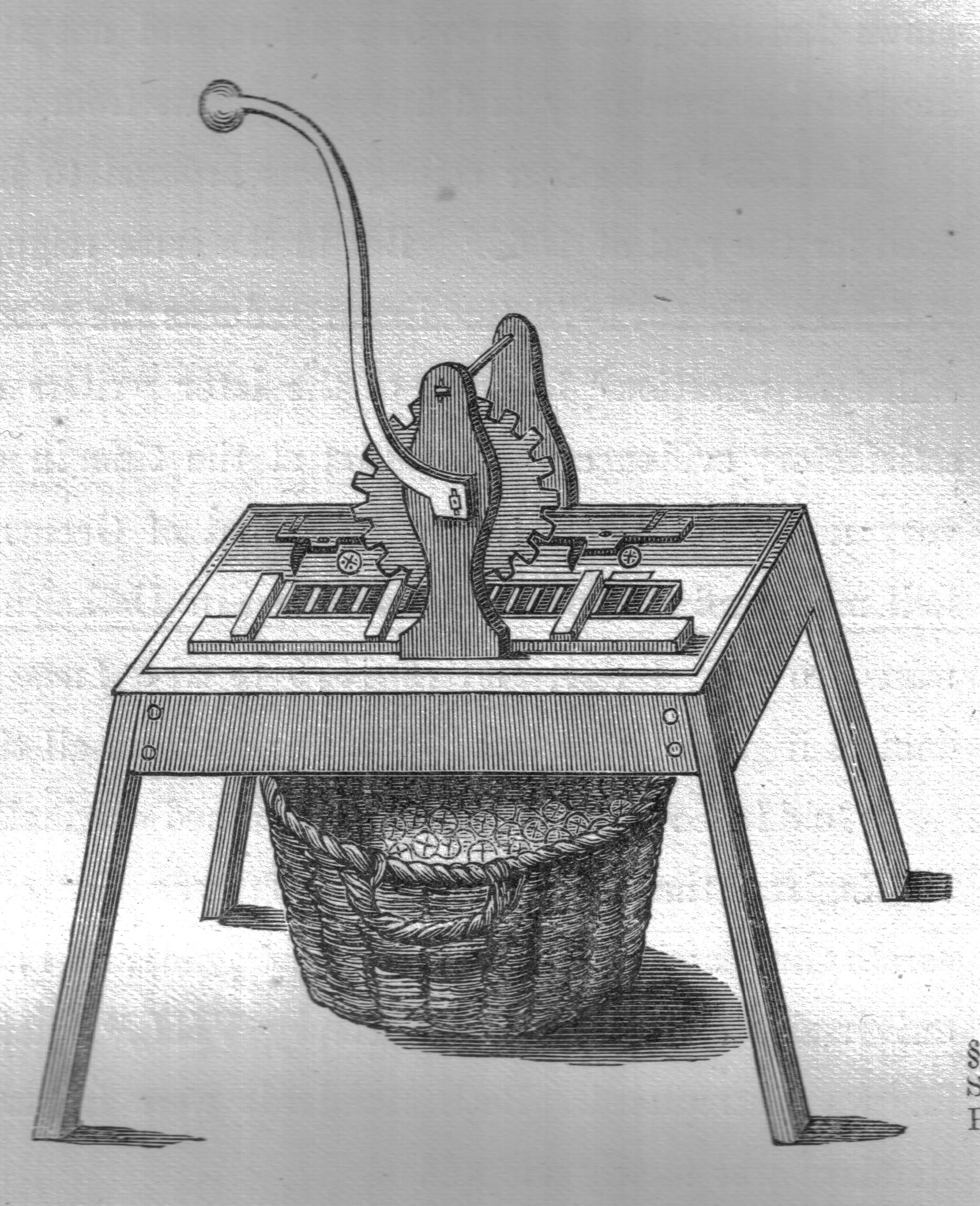
Гуртильный станок
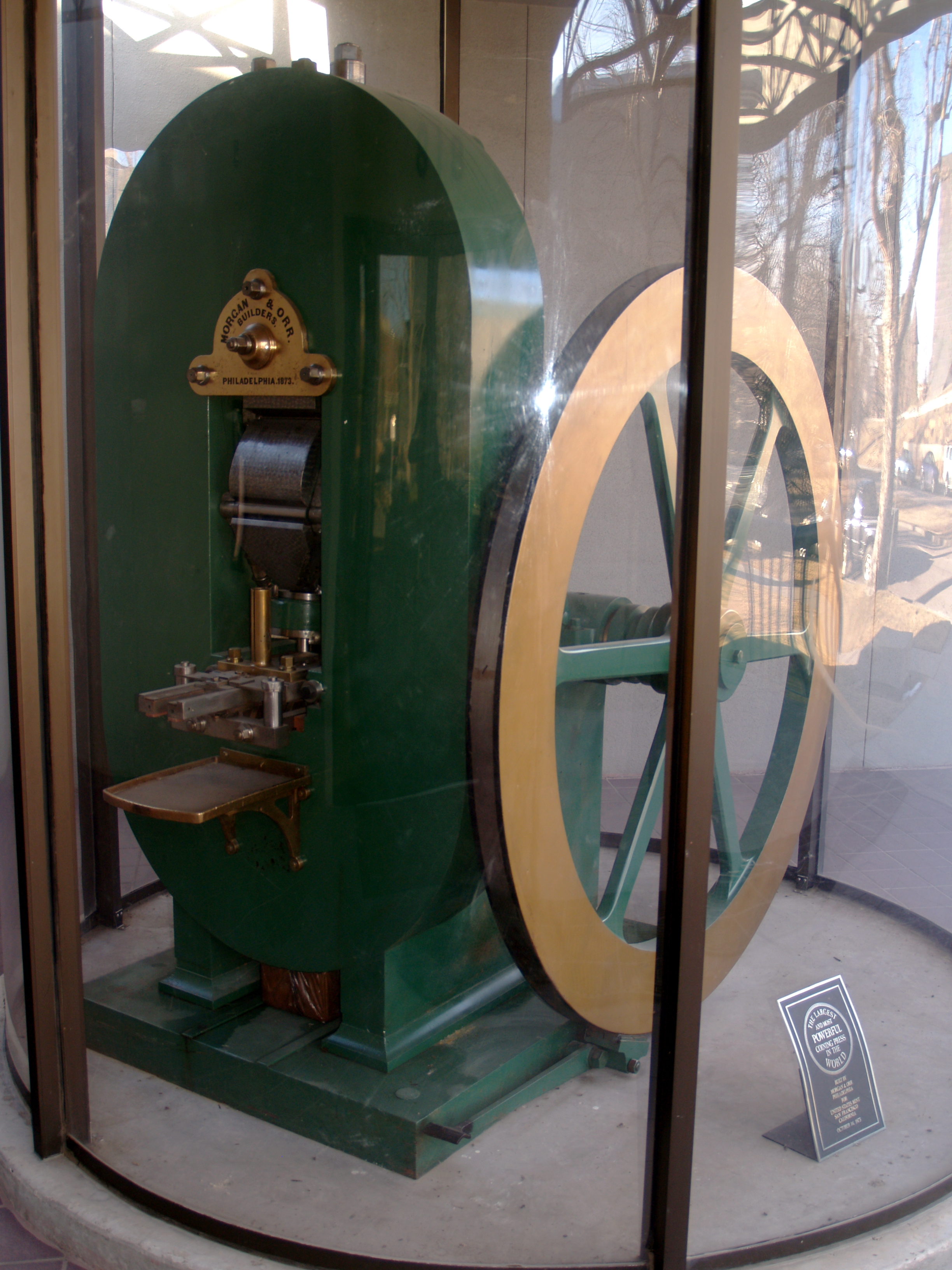
Станки для чеканки монет, 1873

#### Закон о монете Великого Княжества Финляндского от 9 августа 1877 года
Закон от 9 августа 1877 году установил основным мерилом ценностей золото, после чего серебряная монета стала разменной. Пришлось менять всю монетную систему. Единицей монетного веса теперь признавался французский грамм, при этом счётная монетная единица осталась с прежним подразделением на пенни. На основании этого же закона стали чеканиться «золотые монеты в 20 марок весом в 5 25/31 г чистого золота, и в 10 марок, весом 2 28/31 г. Проба для монетного золота устанавливалась по закону — 9/10 (900/1000)».
Согласно закону для золотых монет были установлены такие нормы:
- Счётная монетная единица стала именоваться маркой. Марка делилась на сто пенни. Единицей монетного веса продолжал служить французский грамм.
- Из золота должны чеканиться следующие монеты: «одна в десять марок, а другая в двадцать марок. Первая должна содержать в себе 2 28/31 грамма, а двадцатимарковая монета — 5 25/31 грамма чистого золота».
- Для чеканки предполагалось сплавлять девять весовых долей чистого золота с одной весовой долей меди, «каковой сплав называется монетным золотом».
- Из тысячи граммов монетного золота должно чеканиться «триста десять монетных кружков в десять марок или сто пятьдесят пять монетных кружков в двадцать марок. Следовательно десятимарковая монета должна весить 3 7/31 грамма, а двадцатимарковая — 6 14/31 грамма».
- От вышеустановленных норм для пробы и веса золотой монеты допускалось отклонение не больше в верхнюю сторону — на 15/10000 и не больше в нижнюю — на 20/10000 долю от указного веса. При этом отклонение от веса партии монет, отчеканиваемой из десяти килограммов монетного золота, не должно было превышать пяти граммов.

Согласно постановлению от 13 ноября 1878 года в Высочайшем Его Императорского Величества Уставе Монетного Двора в Финляндии устанавливается для золотых монет:
- Лигатура монетного золота должна состоять из 9 частей чистого золота и одной части меди.

Из тысячи граммов, или одного килограмма, монетного золота должно было вычеканиваться 310 монетных кружков в десять марок или 155 монетных кружков в двадцать марок.
- Золотая монета в двадцать марок должна содержать в себе 5,80645 грамма чистого золота и 0,64516 грамма меди и весить 6,45161 грамма.
- Золотая монета в десять марок должна была содержать в себе 2,90322 грамма чистого золота и 0,32258 грамма меди и весить 3,22580 грамма.
- Предполагалось, что желающих представить золото для чеканки монеты, было необходимо объявить об этом Директору и представить письменное сведение о весе золота, после чего Директор назначает клиенту день для приема металла, при этом не принимались мелкие партии весом менее 40 граммов. Приносимое в отдельных кусках золото переплавлялось в один в слиток.

В этом постановлении также подробно описывался учет и технология изготовления пробной золотой монеты, проведение испытаний монет:
Когда золото вполне расплавлено и перемешано, из него берётся тигельная проба, от которой отвешивается пять граммов, вкладываемых в конверт с надписью на нем номера сплава и дня передела, запечатываемый Директором и его Помощником и хранимый до тех пор, пока сплав будет надлежащим порядком обращён в монету и выделанная притом монета одобрена.

Сплав отливается в палочки, причём от перво- и последне-отлитых из каждого тигеля палочек Директор и его Помощник берут пробы, содержание которых исследуется им совместно.
В последующем из первой и последней палочек директором и его помощником брались пробы и исследовались на содержание золота. Содержание благородного металла записывалось в журнале в десятитысячных долях. Если полученные результаты отличались от нормы, то вся партия заготовок браковалась, из них не допускалась чеканка монет. При соответствии норме из заготовок производилось изготовление монет. Отчеканенные монеты пересчитывались, бракованные монеты удалялись, а остальные формировались в партии, после чего о проведённой работе извещался Интендант Горного Управления.
В последующем каждая партия монет заново взвешивалась и определялся их суммарный вес, который был также нормирован. При отклонении от нормы в сторону большего или меньшего веса определялось соответствие заданному отклонению. При недопустимом отклонении от нормы вся проверяемая партия монет могла быть забракована и отправлена в переделку. Причинённый ущерб Монетному Двору возмещался виновными в браке лицами.

## Описание
Описание монет номиналом 10 и 20 марок для Великого Княжества Финляндского выпускаемых на основании закона о монете от 9 августа 1877 года и чеканенных в Великом Княжестве Финляндском было сделано в «Сборнике Постановлений Великого Княжества Финляндского № 23 от 1877 года „Касательно рисунков золотых монетных кружков, имеющих быть чеканенным для Великого Княжества Финляндского“».

#### Монета в двадцать марок

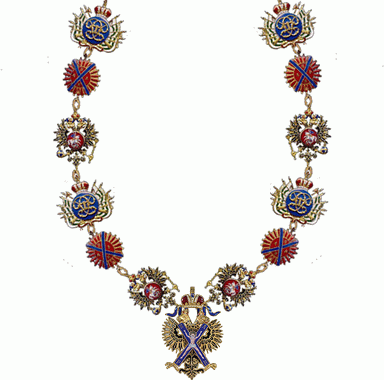
Цепь ордена Андрей Первозванного

Герб Великого Княжества Финляндского

«На лицевой стороне: государственный орёл Империи, с принадлежащими к оному коронами, скипетром и державой и с гербом Великого Княжества Финляндского в среднем щите, окружённом цепью Ордена Св. Андрея Первозванного.
Ближе к нижнему краю слова: „FINLAND“ с одной и „SUOMI“ с другой стороны государственного орла.
На оборотной стороне: „20 MARKKAA“ и год чеканки монеты, окружённые кругообразной каймой и в виде снурка, вокруг которого определённая в законе в монете, от 9-го августа 1877 года, проба монеты, 5 25/31 грамма золота и 29/31 грамма меди, согласно чему она и чеканится обозначена в десятичных дробях так: „5,806 GRM. KULTAA. 0,645..GRM. KUPARIA.“».
Тираж: 235 000 шт. Металл: золото (проба 900/1000), масса: 6,45 г., содержание химически чистого металла: 5,805 г., диаметр: 21,3 мм.
Аверс: в середине изображён орёл с Малого Государственного Герба Российской империи, на груди орла окружённый цепью Ордена Св. Андрея Первозванного герб Великого Княжества Финляндского, справа от хвоста орла инициал минцмейстера «S», ниже вдоль края монеты слева надпись «FINLAND», в середине розетка из семи точек, справа «SUOMI». На гербе изображён лев с мечом над кривой шпагой. Восемь розеток на щите герба, изображённого на монетах, символизируют восемь губерний (Або-Бьернеборгскую, Вазасскую, Выборгскую, Куопиосскую, Нюландскую, Санкт-Михельскую, Тавастгустскую, Улеаборгскую), на которые в 1811 году была разделена территория Великого Княжества Финляндского.
Реверс: вверху монеты розетка из семи точек, вдоль края монеты надписи (по часовой стрелке начиная от розетки) «5,806..GRM. KULTAA.» — масса золота в монете, «0,645..GRM. KUPARIA.» — масса меди в монете. В центре, внутри ободка обозначение достоинства монеты «20», ниже слово «MARKKAA», под ним две смотрящие в разные стороны черты, разделённые точкой, ниже год выпуска монеты «1878».

#### Монета в десять марок
На лицевой стороне монеты в десять марок изображения такое же как на двадцатимарковой монете.
«На оборотной стороне, которая в остальном сходна с той же стороной двадцатимарковой монеты, в обведённом снурообразной каймой кружке нанесена надпись: „10 MARKKAA“ и год чеканки монет. Надпись же за каймой обозначает в десятичных дробях пробу монеты, составляющую, по закону о монете, 2 28/31 грамма золота и 10/31 грамма меди, а именно: „2,903.. GRM. KULTAA. 0,322..GRM. KUPARIA.“».
Тираж: 254 000 штук. Металл: золото (проба 900/1000), масса: 3,23 г., содержание химически чистого металла: 2,907 г., диаметр: 19,1 мм.
Аверс: в середине изображён орёл с Малого Государственного Герба Российской империи, на груди орла окружённый цепью Ордена Св. Андрея Первозванного герб Великого Княжества Финляндского, справа от хвоста орла инициал минцмейстера «S», ниже вдоль края монеты слева надпись «FINLAND», в середине розетка из семи точек, справа «SUOMI».
Реверс: вверху монеты розетка из семи точек, вдоль края монеты надписи (по часовой стрелке начиная от розетки) «2,903..GRM. KULTAA.» — масса золота в монете, «0,322..GRM. KUPARIA.» — масса меди в монете. В центре, внутри ободка обозначение достоинства монеты «10», ниже слово «MARKKAA», под ним две смотрящие в разные стороны черты, разделённые точкой, ниже год выпуска монеты «1878».

#### Общее для обеих монет
Обе стороны окружены «перловой» каймой, выполнен зубчатый гурт.
Во времена Великого княжества Финляндского, на монетах не ставились отметки Финляндского монетного двора, ставились только инициалы минцмейстера. Минцмейстером Гельсингфорсского монетного двора в Гельсингфорсе (ныне Хельсинки) с 1864 по 1882 год был Август Фридрих Сольдан (фин. SOLDAN). Буква S на монетах — инициал его фамилии.